# Ashita no Nadja
Ashita no Nadja (明日のナージャ) là một bộ anime của hãng TOEI Animation sản xuất năm 2003. Bộ anime gồm 50 tập.